# 12 Rounds 3: Lockdown
12 Rounds 3: Lockdown es una película de acción estadounidense del 2015 dirigida por Stephen Reynolds y producida por WWE Studios. El elenco es encabezado por el luchador profesional Dean Ambrose, junto a Roger Cross, Daniel Cudmore y Lochlyn Munro. La película es una secuela de 12 Rounds y 12 Rounds 2: Reloaded protagonizada por los también luchadores profesionales John Cena y Randy Orton respectivamente.
En esta secuela se cambia el concepto original, la cual narraba al protagonista como policía o enfermero envolviéndose en una tragedia salvando la vida o dejando morir a un inocente, con el resultado del familiar de la víctima queriendo vengarse del protagonista, dándole doce oportunidades o rondas para poder salvarse o conseguir la salvación del familiar del protagonista secuestrado. Siendo en esta secuela el concepto sobre doce balas en sí, las cuales son utilizadas por el protagonista como defensa ante sus atacantes.

## Sinopsis
El detective John Shaw (Dean Ambrose) regresa a la estación de policía luego de unos meses de inactividad, luego de la muerte de su compañero y terminar con tratamiento psicológico. En la comisaría recibe una evidencia de la muerte de un traficante, el cual fue asesinado por un antiguo compañero de Shaw ahora el detective Tyler Burke (Roger Cross). Al ver Shaw la evidencia donde se revela que el detective Burke es corrupto, decide entregárselo a la Capitán Matthews que está ausente, en donde el detective Burke se entera de lo sucedido y evacua la comisaría con la alarma de incendios, encerrando a Shaw para cazarlo junto a sus cómplices. Shaw solo se queda con la evidencia y su arma de servicio la cual solo tiene doce balas (round).

## Argumento
El detective Tyler Burke (Roger Cross) y dos detectives más entran en la casa de un traficante de clase alta, el cual tiene la evidencia en una laptop el cual registra a Burke involucrado en el negocio de las drogas. Burke obliga disparándole en una pierna al traficante para que entregue la evidencia, al recibir la laptop la destruye y luego lo asesina.
El detective John Shaw (Dean Ambrose) regresa a la estación de policía luego de unos meses de inactividad, luego de la muerte de su compañero y de terminar con tratamiento psicológico. En la comisaría Burke es recibido como un héroe al manipular el caso a su favor, pero es observado con desconfianza por Shaw. Ambos se juntan en la sala de galería de tiro, en donde Shaw demuestra una pésima puntería a diferencia a la de Burke, quien fue su compañero tiempo atrás.
En la morgue, encuentran una copia de la evidencia destruida por Burke en el cuerpo del traficante asesinado, grabado en una tarjeta con salida USB, siendo llevada como evidencia a la comisaría. La Oficial Jenny Taylor (Sarah Smyth) recibe la evidencia y la lleva para registrarla, en el camino se encuentra con Shaw quien demuestra curiosidad por la evidencia, luego de unos minutos Shaw decide revisar la evidencia y se la lleva a su escritorio, al revisarla ve que Burke es un detective corrupto al estar involucrado en el negocio de las drogas. Shaw decide llevar la evidencia con la Capitán Matthews, mientras que Burke quien se encuentra en su casa, recibe una llamada de uno de sus cómplices quienes le informan que había una copia de la evidencia y que está en la comisaría. Burke se dirige a la comisaría con la intención de destruir la evidencia, al buscar la evidencia sus cómplices se enteran de que Shaw tiene la evidencia, por lo que van tras el. Shaw al llegar a la oficina de la Capitán Matthews, se encuentra con que esta ya se ha ido. Burke y sus cómplices no logran hallar a Shaw por lo que activan la alarma de incendios evacuando a todos en la comisaría. Shaw baja por las escaleras de incendios y se encuentra con uno de los corruptos y le disparan, huyendo por la escaleras hasta los pisos de arriba.
Uno de los cómplices llega a la sala de control quien ve a Shaw y le sigue todos sus pasos, luego apagan las luces y desconectan las señales de celulares y teléfonos para que Shaw no llame a nadie. Shaw asesina a dos de ellos, por lo que Burke lleva a los restantes al cuarto de municiones y se visten con ropas especiales para cazar a Shaw. Burke comienza a perder la paciencia al ver que Shaw no aparece en las cámaras de seguridad.La Oficial Jenny Taylor ha quedado atrapada en la comisaría y se encuentra con Shaw, quien le pide que se oculte hasta que la rescaten, pero al indagar por los lugares se encuentra con Burke quien la lleva a la sala de control. Allí Burke la pone al alto parlante y la interroga, revelando que tiene veintitrés años, es casada y solo lleva un mes en la comisaría, Burke amenaza a Shaw con asesinarla si no aparece en las cámaras, Shaw se muestra en la cámaras para salvar a Taylor, quien avisa a sus cómplices de la ubicación de Shaw para que lo asesinen. Luego Burke asesina de todas maneras a Taylor a sangre fría.
Al lugar ha llegado la Capitán Matthews, y luego de todo el alboroto llega el Jefe Oficial Keppler, quien releva a esta última de todo el asunto. Shaw intenta por todos los medios de comunicarse con el exterior, pero es en vano, incluyendo un intento de enviarle las evidencias a la Capitán Matthews vía Internet. A pesar de recibir dos tiros, Shaw logra asesinarlos a todos quedando solo Burke, quien destruyó la evidencia pero consiguiendo Shaw escapar. Shaw se contacta con la Capitán Matthews quienes se reúnen en un aula, pero esta demuestra ser corrupta también al amenazar a Shaw con un arma, Burke llega al lugar y la asesina. En ese momento, el Jefe Oficial Keppler manda un equipo SWATT y llegan al aula, Burke acusa a Shaw de asesinar a la Capitán Matthews pero Shaw muestra una grabación de audio en donde Burke revela todo lo que han hecho. Al demostrar que Burke en realidad estaba involucrado en todo como un corrupto, Burke intenta dispararle a Shaw pero este usa la última bala que le quedaba para dispararle en una pierna. Terminando con Burke siendo llevado a prisión.

## Reparto
| Actor            | Personaje                        |
| ---------------- | -------------------------------- |
| Dean Ambrose     | John Shaw                        |
| Roger Cross      | Tyler Burke                      |
| Daniel Cudmore   | Gideon                           |
| Lochlyn Munro    | Darrow Smith                     |
| Ty Olsson        | Harris                           |
| Sarah Smyth      | Oficial Jenny Taylor             |
| Rebecca Marshall | Capitán Matthews                 |
| Toby Levins      | Meeks                            |
| Bill Dow         | Oficial jefe de policía Keppler. |
| Sharon Taylor    | Carmen                           |
| Matthew Harrison | George Freemont                  |

## Exnlaces externos
- 12 Rounds 3: Lockdown en Internet Movie Database (en inglés).

- Datos: Q18388990